# José Gervasio Artigas
José Gervasio Artigas Arnal (Montevideo, 19. lipnja 1764. – Asunción, 23. rujna 1850.) bio je urugvajski general, revolucionar, političar, domoljub i narodni junak, zvan i "Ocem urugvajskog naroda", te važna vojna ličnost u urugvajskoj i argentinskoj povijesti.

## Životopis

### Djetinjstvo i mladost
Rođen je 19. lipnja 1764. u Montevideu. Njegovi predci u Urugvaj su došli iz Zaragoze, Buenos Airesa i s Tenerifa (Kanarski otoci), te su se zbog korijena i borili u Ratu za španjolsku baštinu. Točnije, preselili su se u Buenos Aires 1716. kako bi izbjegli siromaštvo koje je tada vladalo u Španjolskom Carstvu, odnosno u samoj Španjolskoj. Artigas je sin oca Martína Joséa Artigasa i majke Francisce Antonie Arnale, koja je došla iz dobrostojeće i imućne plemićke obitelji. Roditelji su ga upisali na kolegij religioznih studija na Colegio de San Bernardino, ali je Artigas odbijen zbog stroge discipline na kolegiju. Prije obrazovanja, razvijao je prijateljstvo s Fernandom Otorguesom, svojim budućim kolegom. S 12 godina se preselio na selo, gdje je radio na obiteljskom imanju. Budući da je na selu bio u stalnom doticaju s gaučo kulturom, ona je ostavila veliki utjecaj na njega, što će se kasnije pokazati ključnim u njegovoj ideologiji. Kako je sve više rastao i bližio se punoljetnosti, tako se sve više odvajao od roditelja i osamostaljivao. No kako se odvojio od roditelja, tako je sve više i više bio upleten u krijumčarenje goveda. Zbog toga se našao na tjeralicama i bio tražen u cijelom Urugvaju, posebno od strane vlasnika hacienda. Za njegovu smrt bila je raspisana i velika novčana nagrada.

### Početci vojne karijere
Stanje se bitno promijenilo izbijanjem Anglo-španjolskog rata, kada je zaprijetila opasnost od britanske invazije na područje Banovine Rio de la Plate. Ban Antonio de Olaguer y Feliú dijelio je oprost svima koji su se ogriješili o zakon, ali pod uvjetom da se pridruže Korpusu Blandengues i da ih se javi na najmanje stotinu kako bi se mogao osnovati bataljun. Svoju vojnu karijeru započeo je 1797. godine, u 33. godini života, s činom poručnika. Tijekom Britanske invazije na Rio de la Platu 1806. godine, sudjelovao je u opsadi Buenos Airesa. Iako je bataljun kojim je zapovijedao treba ići djelovati u Brazil, Artigas se priključio obrani Montevidea kako bi se Britance odbilo nazad do Buenosa Airesa. Njegov prijedlog je bio odobren, i Britanci su bili odbijeni te se morali na neko vrijeme povući. Nakon liberalizacije i oslobođenja Buenos Airesa bio je i glasnik za gradonačelnika Montevidea Pascuala Ruiza Huidobra te je izvještavao o stanju na bojnom polju. Nakon drugog britanskog napada na Montevideo, oko kojeg se odigrala i slavna Bitka za Montevideo, Artigas je bio zarobljen u rukama Britanaca. Ipak, nedugo nakon zarobljavanja pobjegao je iz britanskog zatvora i izbjegao suđenje, te pobjegao na selo. Skupio je male grupice gauča i vodio gerilski rat protiv britanskih okupatora. Britanci su i po drugi put pokušali osvojiti Buenos Aires, ali ih je porazila lokalna paravojska koja je bolje poznavala područje ratovanja. Na povratku u Montevideo, Artigas je sa svojim gerilskim jedinicama napao britanske trupe i onemogućio svaki daljnji mogući napad na Montevideo. Zbog toga je 1809. godine promoviran u čin kapetana.
Artigasov osobni ispovjednik i savjetnik bio je José Benito Monterroso.

## Vanjske poveznice
- (šp.) La Biblioteca Artiguista  Arhivirana inačica izvorne stranice od 14. svibnja 2016. (Wayback Machine)
- (engl.) José Gervasio Artigas - urugajski revolucionar: Britannica.com
- (engl.) Biography.com: José Gervasio Artigas - životopis  Arhivirana inačica izvorne stranice od 16. travnja 2016. (Wayback Machine)
- (šp.) Elpais.com: Biografía José Gervasio Artigas